# Bengáli Szultanátus
A Bengáli Szultanátus (bengáli:বাংলা সুলতানাত, /Bángla Szultánát/ ), egy független, középkori iszlám állam volt, amit Bengálban alapítottak 1342-ben. Függetlenségét a Delhi Szultanátustól 1352-ben nyerte el. Területei és befolyása kiterjedt a mai Bangladesre, Kelet-Indiára és Nyugat-Burmára. Több dinasztia is követte egymást a szultanátus regnálása alatt. A 16. század végén felbomlott és beolvadt a Mogul birodalomba és a Mrauk U királyságba. Fővárosai különböző időszakokban:  Gaur, Pandua, Szonargaon, főbb nyelvei a bengáli, perzsa  és arab, hivatalos vallása a szunnita iszlám, de meghatározó a hinduizmus és buddhizmus is.

## Története
A Delhi szultanátus elvesztette Bengál fölött az ellenőrzést 1338-ban. Ez kikövezte az utat a függetlenséghez Iljasz kán alatt. 1342-ben egy helyi hadúr, Samszudin Iljasz sah, kikiáltotta magát Lakhnauti királyának. Uralmát megerősítendő elfoglalt más független királyságokat Bengálban mielőtt kikiáltotta magát Bengál szultánjának.

## Uralkodóházai

### Iljász-dinasztia

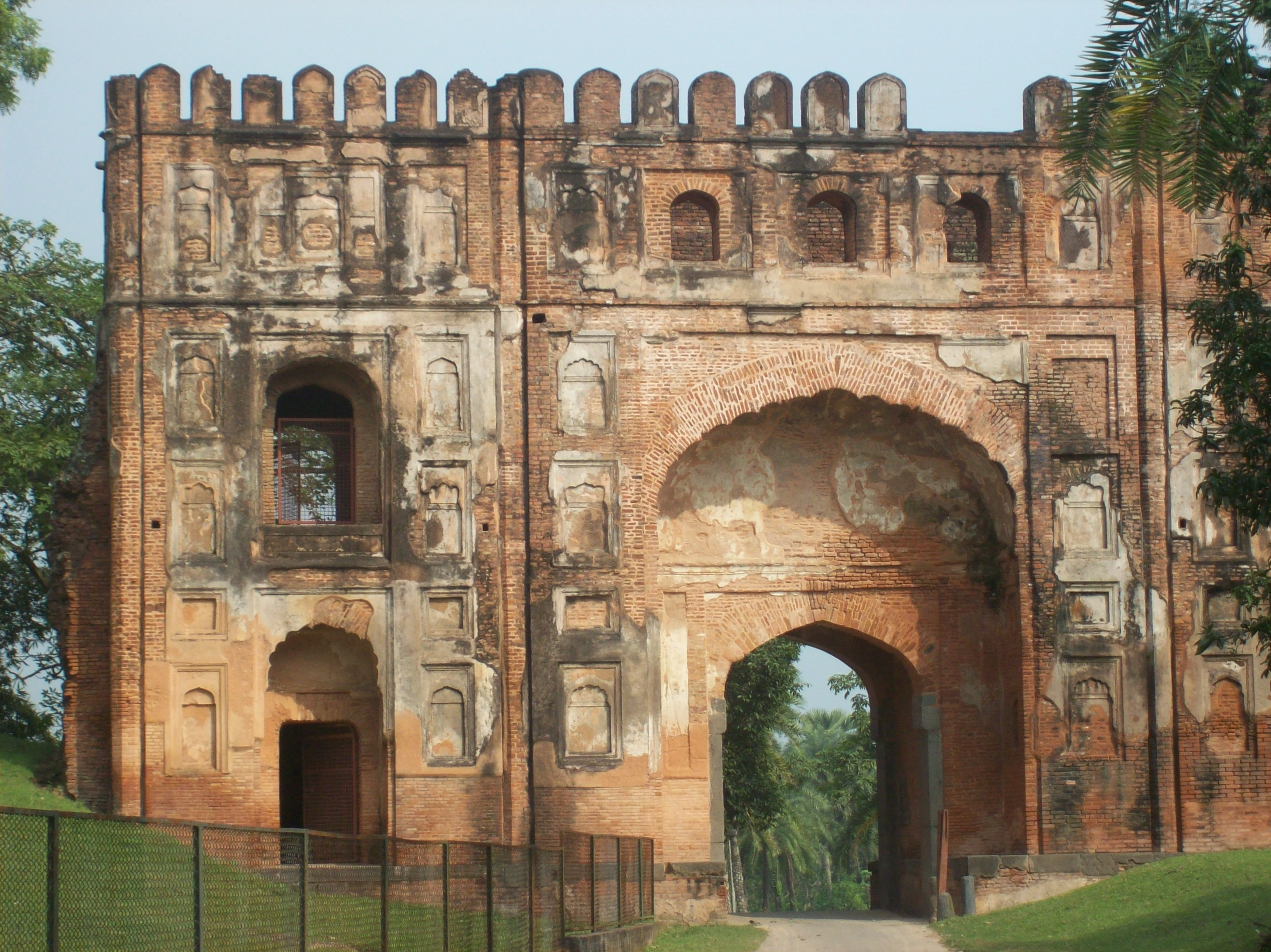
Gaur városfala

Iljász-dinasztia, vagy Ilijász-dinasztia, vagy Ilijász Sahi dinasztia volt az első, független türk, moszlim, uralkodó dinasztia a kései-középkori Bengálban, ami a 14. századtól a 15. századig uralkodott. A dinasztiát Iljász sah (1342-1358) alapította, akinek sikerült elérnie Bengál politikai egyesülését és megalapította azt, amit Bengáli szultanátus néven ismerünk. 1352-ben, miután vereséget mért Iktijarudin Gázi sahra és Iliász sahra, Szonargaon uralkodója lett. 
1415-ben az Iljász Sahi dinasztiát megbuktatta Ganesa rádzsa. Dzsadu fia követte a trónon, más néven Alauddin Mohamed sah, miután áttért az iszlám hitre. Őt is fia követte, Samszudin Ahmed sah. 1436-ban nemesei meggyilkolták. Halála után az Iljász Sahi dinasztia tért vissza Naszír ud-Din Mahmud sah személyében, aki Samszudin Iljász sah leszármazottja volt. 1437-ben lépett trónra. 1487-ben a dinasztia utolsó uralkodóját, Dzsalal ud-Din Fat sahot meggyilkolta az ő habsi (vagy sziddi, Délkelet-Afrikából származó etnikai csoport) parancsnoka, aki a palotaőrséget vezette, Sahzada Szultán, aki Barbak sah néven lépett a helyébe. Ezzel az Iljász Sahi dinasztia csillaga Bengál felett végleg leáldozott.
| Iljász Sahi dinasztia (1342-1414)    |           |
| Samszuddin Iljasz sah                | 1342–1358 |
| Szikander sah                        | 1358–1390 |
| Gijaszuddin Azám sah                 | 1390–1411 |
| Szaifuddin Hamza sah                 | 1411–1413 |
| Mohamed sah                          | 1413      |
| Sihabuddin Bajazid sah               | 1413–1414 |
| I. Alauddin Firúz sah                | 1414      |
| Ganesha rádzsa dinasztia (1414-1435) |           |
| Ganesha rádzsa                       | 1414–1415 |
| Dzsalaluddin Mohamed                 | 1415–1416 |
| Ganesha rádzsa                       | 1416–1418 |
| Dzsalaluddin Mohamed                 | 1418–1433 |
| Samszuddin Ahmed sah                 | 1433–1435 |
| Iljász Sahi dinasztia (1435-1487)    |           |
| Nasziruddin Mahmud sah               | 1435–1459 |
| Rukunuddin Barbak sah                | 1459–1474 |
| Samszuddin Juszuf sah                | 1474–1481 |
| II. Szikandar sah                    | 1481      |
| Dzsalaluddin Fateh sah               | 1481–1487 |
| Habsi uralom (1487-1494)             |           |
| Sahzada Barbak                       | 1487      |
| Szaifuddin Firúz sah                 | 1487–1489 |
| II. Mahmud sah                       | 1489–1490 |
| Samszuddin Muzaffar sah              | 1490–1494 |

### Husszain Sahi-dinasztia
A Husszain Sahi dinasztia 1494-1538 között uralkodott. Alauddin Huszain sahot tartják a legjelentősebb bengáli szultánnak, amiért kulturális felvirágzást hozott az országnak. Elfoglalta Kamarupát, Kamatát, Dzsadzsnagart és Oriszát, és kiterjesztette a szultanátus hatalmát a Csittagongi kikötőig, amit ekkor értek el az első portugál kereskedők. Nasziruddin Naszrat sah menedéket nyújtott az afgán menekült uraságoknak mikor Bábur elfoglalta országukat, de neutrális maradt a konfliktusban. 
| Husszain Sahi dinasztia (1494-1538) |           |
| Alauddin Hussain Shah               | 1494–1518 |
| Nasiruddin Nasrat Shah              | 1518–1533 |
| Alauddin Firuz Shah II              | 1533      |
| Ghiyasuddin Mahmud Shah             | 1533–1538 |
| Szúri uralom kormányzói (1539-1554) |           |
| Kidr kán                            | 1539–1541 |
| Kázi Fazilat                        | 1541–1545 |
| Mohamed kán                         | 1545–1554 |
| Mohamed sah dinasztia (1554-1564)   |           |
| Mohamed kán                         | 1554–1555 |
| II. Bahadúr sah                     | 1555–1561 |
| Dzsalal sah                         | 1561–1564 |
| III. Bahadúr sah                    | 1564      |
| Karráni dinasztia (1564-1576)       |           |
| Tadzs kán                           | 1564–1566 |
| Szulejmán kán                       | 1566–1572 |
| Bajazid kán                         | 1572      |
| Daud kán                            | 1572–1576 |

Naszrat sah békét kötött Báburral és ezzel megmentette Bengált a mogul megszállástól. A dinasztia utolsó szultánja, aki Szonargaonból uralkodott, harcolnia kellett országának északnyugati határán az afgán felkelőkkel. Végül is az afgánok áttörtek és kifosztották a fővárost 1538-ban és ott is maradtak évtizedekig, míg meg nem érkeztek a mogul hódítók.

### Karráni-dinasztia
A Karráni dinasztiát 1564-ben alapította Karráni Tadzs sah, egy etnikai pastun (afgán) volt a Karláni afgán törzsből. Ez volt a Bengáli szultanátus utolsó uralkodó családja. Tadzs kán formálisan Sér Sáh Szúri afgán uralkodó alkalmazottja volt. 1562-től 1564-ig, Tadzs kán elfoglalta Délkelet-Bihárt és Nyugat-Bengált, és a Mohamed Sahi dinasztia utolsó uralkodóját meggyilkolva elfoglalta egész Bengált. A főváros Szonargaonban volt. Tadzs kánt Karráni Szulejmán kán követte, aki a kormányt Gaurrból Tandába helyezte át 1565-ben. 1568-ban Szulejmán kán véglegesen az országhoz csatolta Orisszát. Névlegesen elfogadta a mogul sah, Akbár fennhatóságát, és miniszterelnöke, Lódi kán ajándékokkal és dáridókkal kibékítette a mogulokat. Szulejman kán hatalma Kacs Bihártól Puriig terjedt, illetve a Szon-folyótól a Brahmaputra-folyóig. 

## Bukása
Bengál beolvadása Mogul Birodalomba fokozatos folyamat volt, ami a bengáli seregek vereségével kezdődött a Gagrai csatában, ahol Bábur seregei ütköztek meg Nasziruddin Naszrat sah seregeivel, és a Rádzs Mahali csatával végződött, ahol Karráni-dinasztia utolsó uralkodója hadakozott. 1574. szeptember 25-én a mogul generális Munim kán elfoglalta a Karráni fővárost, Tandát. A tukaroi csatában 1575. március 3-án az utolsó Karráni uralkodót, Daud kánt arra kényszerítették, hogy visszavonuljon Oriszába. A csata a Kataki békéhez vezetett, amelyben Daud feladta egész Bengált és Bihárt és csak Oriszát tartotta meg. Munim kán 80 évesen meghalt 1575 októberében és ezt követően a béke felborult. Daud kán kihasználta az alkalmat, megszállta Bengált és függetlenítette magát Nagy Akbartól. A mogul támadás a radzsmahali csatával tetőződött be 1576. július 12-én, amit a mogul generális, I. Dzsahán kán vezetett. Daud kánt kivégezték. Ennek ellenére az afgánok és a helyi földesurak, akiket Baro Bujan néven ismertek és Isza kán vezette őket folytatták az ellenállást a mogulokkal szemben. Később, 1612-ben, Dzsahángír uralkodása idején, Bengált véglegesen integrálták, mint mogul tartományt.

## Fordítás
- Ez a szócikk részben vagy egészben  a   Bengal Sultanate című angol Wikipédia-szócikk ezen változatának fordításán alapul.  Az eredeti cikk szerkesztőit annak laptörténete sorolja fel. Ez a jelzés csupán a megfogalmazás eredetét és a szerzői jogokat jelzi, nem szolgál a cikkben szereplő információk forrásmegjelöléseként.